# Řády, vyznamenání a medaile Pobřeží slonoviny

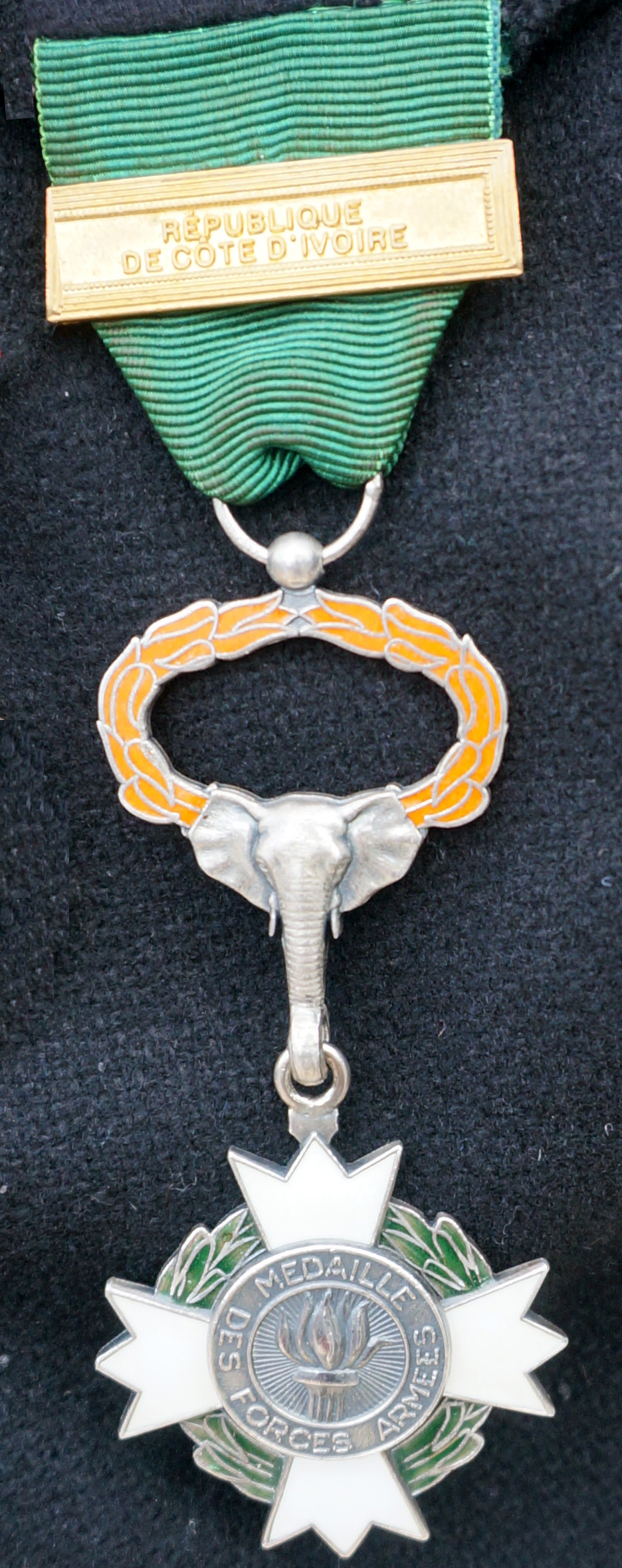
Čestná medaile ozbrojených sil

Systém státních vyznamenání Pobřeží slonoviny se začal formovat krátce poté, co bývalá francouzská kolonie získala status autonomní republiky v rámci Francouzského společenství. Jako první byla 10. února 1960 založena Medaile národních zásluh (původně známá jako Medaile za zásluhy Republiky Pobřeží slonoviny).
Po získání plné státní nezávislosti v srpnu 1960 započalo aktivní vytváření systému státních vyznamenání, jehož předlohou se stal původní francouzský systém. Dne 10. prosince 1960 byl ustanoven Národní řád Pobřeží slonoviny, který je udílený v pěti třídách, a jenž se stal nejvyšším státním vyznamenáním tohoto státu. Během dalších dvou desetiletí bylo založeno dalších šest řádů a několik medailí.
V roce 1970 byl místo Medaile národních zásluh zřízen Řád za zásluhy Pobřeží slonoviny, který se stal druhým nejvyšším národním řádem. Další série vyznamenání byla založena na konci 80. a na počátku 90. let 20. století, kdy byly založeny další tři rezortní řády. V roce 2005 byla založena řada vojenských ocenění, a to Řád za zásluhy v obraně a několik dalších medailí v reakci na vypuknutí občanské války v zemi. Do té doby existovala pouze jediná medaile určená k udílení příslušníkům ozbrojených sil.
V roce 2015 byl založen další rezortní řád, Řád za zásluhy o komunikaci.

## Řády
- Národní řád Pobřeží slonoviny (Ordre National de la Côte d'Ivoire) byl založen dne 10. prosince 1960. Udílen je občanům Pobřeží slonoviny i cizincům za výjimečné služby státu.[1]
- Řád za zásluhy Pobřeží slonoviny (Ordre du Mérite Ivoirien) byl založen dne 11. září 1970.[2] Udílen je za vynikající zásluhy během veřejné, civilní, vojenské či soukromé služby.[3][4]
- Řád za zásluhy o veřejné vzdělávání (Ordre du Mérite de l'Éducation Nationale) byl založen dne 16. ledna 1962. Udílen je za služby ministerstvu školství či za další významné služby v oblasti vzdělávání.[5][6]
- Řád veřejného zdraví (Ordre de la Santé Publique) byl založen dne 17. února 1964. Udílen je za zásluhy v oblasti lékařské péče, zejména během epidemií.[7][8]
- Řád za zásluhy v zemědělství (Ordre du Mérite agricole) byl založen dne 16. dubna 1964. Udílen je za vynikající služby v oblasti zemědělství, lesnictví a chovu zvířat.[9][10]
- Řád za sportovní zásluhy (Ordre du Mérite Sportif) byl založen dne 3. září 1968. Udílen je za významné zásluhy o sport a tělovýchovu.[11][12]
- Řád za zásluhy o poštu a telekomunikace (Ordre du mérite des postes et télécommunications) byl založen dne 18. prosince 1973. Udílen je za rozvoj poštovních a telekomunikačních služeb.[13][14]
- Řád za kulturní zásluhy (Ordre du Mérite Culturel) byl založen dne 27. března 1979. Udílen je za mimořádné kulturní zásluhy a za zásluhy o rozvoj kultury v Pobřeží slonoviny, zejména v oblasti mezinárodních vztahů.[15]
- Řád za zásluhy o těžbu (Ordre du mérite des mines) byl založen dne 25. října 1989.
- Řád námořních zásluh (Ordre du mérite maritime) byl založen dne 2. listopadu 1989.
- Řád za zásluhy o veřejnou službu (Ordre du mérite de la fonction publique) byl založen dne 11. prosince 1991.
- Řád za zásluhy v obraně (Ordre du mérite de la défense) byl založen dne 12. května 2005.
- Řád za zásluhy o komunikaci (Ordre du mérite de la communication) byl založen dne 13. května 2015.

## Medaile
- Medaile národních zásluh (Médaille du mérite national) – Tato medaile byla založena dne 10. února 1960 a udílena byla do 11. září 1970. Udílena byla za zásluhy během civilní nebo vojenské služby. Zrušena byla poté, co byl místo ní založen Řád za zásluhy Pobřeží slonoviny. Příjemci této medaile si i po jejím zrušení zachovali právo nosit insignie a zůstaly jim i všechny výhody s udělením medaile spojené.[16][17]
- Čestná medaile práce (Médaille d'honneur du travail) – Tato medaile byla založena dne 9. února 1963. Udílena je ve čtyřech třídách za odsloužená léta (15, 25, 30 a 35 let).[18][19]
- Policejní čestná medaile (Médaille d'honneur de la police) – Tato medaile byla založena dne 2. února 1968. Udílena je ve dvou třídách.[20]
- Čestná medaile pošty a telekomunikací (Médaille d'honneur des postes et télécommunication) – Medaile byla založena dne 22. prosince 1969 a udílena byla do 18. prosince 1973, kdy byla nahrazena nově zřízeným Řádem za zásluhy o poštu a telekomunikace.
- Celní čestná medaile (Médaille d'honneur des douanes) – Tato medaile byla založena dne 7. října 1970. Udílena je ve třech třídách.[21][22]
- Medaile za záchranu (Médaille de sauvetage) – Tato medaile byla založena dne 23. září 1978. Udílena je ve třech třídách za záchranu života s ohrožením života vlastního.
- Čestná medaile ozbrojených sil (Médaille des forces armées) – Medaile je udílena za služební úspěchy a délku služby příslušníkům ozbrojených sil.[23]
- Medaile válečných obětí (Médaille des victimes de guerre) – Tato medaile byla založena dne 12. května 2005.
- Medaile za tažení (Médaille de campagne) – Tato medaile byla založena dne 12. května 2005.
- Medaile za velení (Médaille de commandement) – Tato medaile byla založena dne 12. května 2005.
- Medaile za statečnost (Médaille de bravoure) – Tato medaile byla založena dne 12. května 2005.
- Medaile excelence (Médaille d'excellence) – Tato medaile byla založena dne 12. května 2005.